# Evemerismo

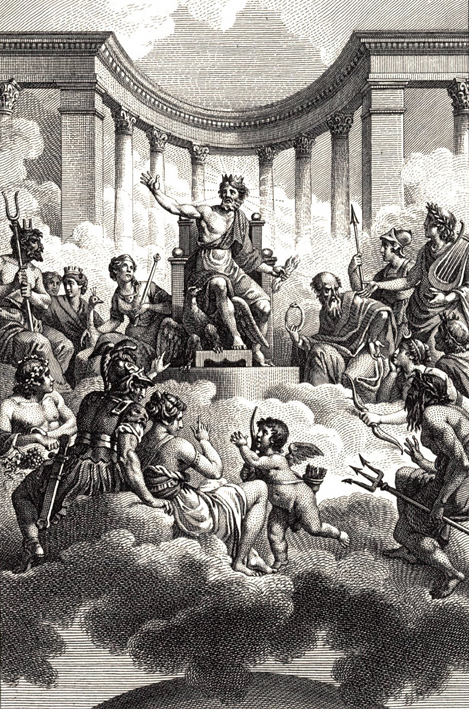
N.-A. Monsiau, I Dodici Olimpi, fine del XVIII secolo.

L'evemerismo è una posizione della filosofia della religione che sostiene che gli dei rappresentino soggetti umani divinizzati, attraverso processi di trasformazione e di ricezione di eventi reali attraverso le strade della tradizione orale che ne ha tramandato la memoria e modificato i contenuti.
L'atteggiamento filosofico prende il nome dal suo assertore, Evemero da Messina, storico e filosofo di età ellenistica.

## Origini e sviluppo
In realtà un'attitudine simile non era una novità nella cultura greca, trovandosene espressione già nel pensiero di Senofane, Erodoto, Ecateo di Mileto, Eforo di Cuma. Erodoto, tra gli altri, presenta resoconti "razionalizzati" del mito di Io e di eventi della guerra di Troia, mentre il suo predecessore Ecateo, nelle Genealogie, si era soffermato su episodi del mito quali quello di Eracle e Cerbero, cercando di razionalizzarli alla luce del buon senso.
La trattazione più completa di questo tipo di filosofia si riscontra, tuttavia, nell'eponimo della teoria, ossia Evemero da Messina, vissuto nel periodo di transizione seguito alla morte di Alessandro Magno, al seguito di Cassandro, nuovo sovrano del Regno di Macedonia, per il quale svolse mansioni militari e diplomatiche: secondo la tradizione, Cassandro lo incaricò di effettuare dei viaggi di esplorazione nella zona del Golfo Persico, partendo dalla Penisola arabica. Il viaggio dovette collocarsi senz'altro prima del 297 a.C. (data della morte di Cassandro) e da esso Evemero trasse spunto per comporre un'opera dedicata al sovrano macedone.
L'opera di Evemero, la Ἱερὰ ἀναγραφή (Hierà anagraphé, "sacro resoconto" o "sacra scrittura"), si inserisce in un filone letterario a lui contemporaneo, in cui storiografia, etnografia e opportunismo politico erano commisti a scapito del rigore intellettuale che aveva generalmente caratterizzato la storiografia del secolo precedente.
L'opera non ci è giunta intera, ma grazie al compendio in Diodoro Siculo e ai numerosi frammenti della traduzione di Quinto Ennio intitolata Euhemerus, abbiamo un'idea complessivamente adeguata del contenuto di questo scritto, probabilmente diviso in tre libri, corrispondenti alla descrizione geografica (I), politica (II), teologica (III) di un arcipelago dell'Oceano Indiano visitato dall'autore a seguito di una tempesta che lo aveva portato fuori rotta.
Nel primo libro, l'isola principale di tale arcipelago, chiamata Panchea (Παγχαία), è descritta come una terra sacra ricca di alberi di incenso e altre essenze vegetali adatte ai sacrifici ed ai riti religiosi. Su di essa non vivevano solo indigeni, ma anche immigrati di provenienza orientale, come Oceaniti e Indiani, nonché Sciti e Cretesi, popoli di grande saggezza: essi abitavano nella capitale, Panara, dotata di leggi proprie e retta da tre magistrati annuali, che si occupavano della giustizia ordinaria coadiuvati dai sacerdoti. A dieci chilometri da Panara, in una pianura, era stato eretto il tempio di Zeus Trifilio, ossia delle tre tribù primitive dell'isola, i Panchei, gli Oceaniti e i Doi. La zona del tempio era ricchissima di flora e fauna, così come notevole era il tempio, lungo 60 metri, al quale si accedeva tramite un viale lungo 720 metri e largo 30. Dominava la piana il monte Olimpo Trifilio, sede dei primi abitatori dell'isola e di osservatori astronomici naturali.
Evemero doveva poi dedicare il secondo libro alla descrizione della costituzione e della società di Panchea. La società era tripartita: alla prima "casta", quella dei sacerdoti, spettava la direzione degli affari pubblici e delle controversie giuridiche. La seconda "casta", degli agricoltori, si occupava della lavorazione della terra e dell'immagazzinamento dei prodotti per l'uso comune: come incentivo al lavoro, i sacerdoti stilavano una classifica dei più meritevoli, il primo dei quali riceveva un premio. Ultima casta era quella dei soldati, che, stipendiati dallo Stato, proteggevano il paese, vivendo in accampamenti fissi e tenendo lontani i briganti che attaccassero gli agricoltori. Principale arma da guerra, come nella Grecia omerica, era il carro.
Il terzo libro, infine, svolgeva l'argomento da cui l'intera opera traeva il nome e lo scopo "politico": la religione ideale dei Panchei. Ritornando alla descrizione del tempio di Zeus Trifilio, Evemero descriveva brevemente il culto tributato agli dèi dai Panchei e la struttura interna del tempio, nel quale era posta una stele d'oro che recava iscritte, in geroglifici, le imprese degli dèi che i sacerdoti cantano negli inni e nei riti divini.
Secondo la casta sacerdotale di Panchea, gli dèi erano nati a Creta ed erano stati condotti a Panchea dal grande re Zeus, di cui Evemero narrava la genealogia e le imprese. Dopo essersi dilungato ad esporre le complesse trame di potere che portarono Urano a divenire il primo re del mondo abitato e ad essere onorato per la sua conoscenza dell'astronomia come dio del cielo, Evemero riporta che dopo una guerra Crono, figlio minore di Urano, spodestò il legittimo erede, il fratello Titano, e, sposata Rea (Ops in Ennio), sua sorella, generò Zeus, Era e Poseidone.
Ultimo gran re fu appunto Zeus, figlio di Crono, che liberò fratelli e zii dalla prigionia in cui Crono li aveva costretti e, con diversi matrimoni, si assicurò una numerosa discendenza. Assicuratasi l'alleanza con Belo, re di Babilonia, Zeus conquistò poi la Siria e la Cilicia, nonché l'Egitto, dove ricevette il titolo onorifico di Ammone e con questo nome vi venne onorato sotto le spoglie di un ariete, poiché in battaglia indossava un elmo aureo ornato appunto da corna d'ariete.
Percorsa cinque volte la terra e beneficatala con i semi della civiltà e della religione, Zeus, in tarda età, prima di morire, condusse appunto a Panchea i suoi discendenti, ai quali lasciò compiti specifici di governo: suo fratello Poseidone governò i mari ed i percorsi marittimi, così come Ade si occupò dei riti funebri ed Ermes presiedette all'alfabetizzazione ed alla diffusione della cultura. Morto Zeus, che aveva fatto incidere su una stele d'oro le imprese sue e dei suoi avi, gli fu eretto un tempio, appunto di Zeus Trifilio, ed Ermes incise sulla stele le imprese dei suoi discendenti, che come lui sono onorati come dèi dagli uomini per le grandi imprese compiute.

## Il significato dell'evemerismo e la sua fortuna
La narrazione di Evemero, di forma romanzesco-storiografico-etnografica, risentiva, fondamentalmente, dal punto di vista letterario, delle opere mature e tarde di Platone (padre del mito di Atlantide), ed era presente nella storiografia alessandrina, ad esempio negli Indikà di Megastene. Reminiscenze siciliane collegano il toponimo Panara alla quasi omonima isola dell'arcipelago delle isole Eolie.
Inoltre, dal punto di vista politico, la narrazione pone a capo di tali società ideali i discendenti di uomini divinizzati; con la pretesa di veridicità storica, mira a dare legittimazione teorica alla concezione orientale del culto divino tributato ai sovrani, che già all'epoca di Alessandro aveva suscitato scalpore.
Dal punto di vista filosofico, la razionalizzazione critica del patrimonio religioso si può ricollegare all'influenza della speculazione sofistica che da Atene si irradiò in tutto il mondo greco. Luigi Enrico Rossi ricollega la riflessione di Evemero a quella del sofista Prodico di Ceo; secondo l'antropologia, la tripartizione della società in Sacerdoti, Guerrieri e Lavoratori rispetta pienamente la ripartizione societaria indoeuropea, riscontrabile sia in India sia in Persia, presente alla coscienza greca grazie ad autori quali Megastene.
La spiegazione del divino presente nella "Hierà anagraphé" ebbe, comunque, inizialmente poco seguito; la sua prima ricezione la ricaviamo dal rifiuto di Callimaco, che ribadì l'origine "tradizionale" degli dèi nell'Inno a Zeus. Va registrata invece l'ammirazione in Ennio, che tradusse e rielaborò l'opera, nei romanzi di Dionisio Scitobrachione e nell'epitome fattane da Diodoro Siculo, mentre Cicerone mostra di conoscere la teoria nel De natura deorum. All'indirizzo dell'evemerismo la critica più recente ha ricondotto pure le Res gestae di Augusto.
In assenza di sintesi elaborate dai suoi predecessori, la spiegazione storico-razionalistica di Evemero restò l'unica sistematizzazione sull'origine degli dei: paradossalmente, venne ampiamente utilizzata negli apologisti cristiani come Cipriano, Arnobio, Lattanzio ed Eusebio di Cesarea, sia per confutare la natura soprannaturale degli dei pagani sia per avvalorare la duplice natura umana e divina di Gesù.
Tale interpretazione restò di fatto l'unica, fino al sorgere del metodo comparativo nella storia delle religioni (XVIII secolo), che, tuttavia, non ha invalidato la teoria evemeristica, ponendosi invece come alternativa interpretativa. Lo stesso Isaac Newton, ad esempio, nei suoi studi di cronologia antica aderì al principio evemerista, nel tentativo di confutare la precedenza temporale delle civiltà pagane rispetto a quella ebraico-cristiana. E a loro volta Hume e la filosofia dei Lumi chiamarono in causa l'evemerismo proprio per screditare il Cristianesimo. Anche Giambattista Vico condivide l'ipotesi di Evemero secondo cui gli antichi dei erano uomini divinizzati; in seguito anche Ugo Foscolo fa sua questa convinzione, ponendola come base ideale di alcune sue composizioni poetiche, come l'ode All'amica risanata, ma anche il carme Dei sepolcri e il poemetto Le Grazie.
La teoria degli antichi astronauti sorta nel XX secolo è considerata una forma di neo-evemerismo a sfondo ufologico.